# John Lynch (historiador)
John Lynch (Boldon, 11 de enero de 1927-4 de abril de 2018) fue un historiador, hispanista y americanista británico, considerado una autoridad en los campos de la Historia de España, de la Independencia americana y de los nuevos países hispanoamericanos.

## Biografía
Nació en el norte de Inglaterra, en Boldon, condado de Durham. Estudió en la Universidad de Edimburgo (MA, 1952) y en la Universidad de Londres, donde se doctoró en 1955.
Sirvió en el ejército británico después de la Segunda Guerra Mundial desde 1945 a 1948. Enseñó en la Universidad de Liverpool (1954-1961) y desde 1961 en la Universidad de Londres, donde se jubiló; en esa universidad fue profesor emérito de Historia de Latinoamérica y director del Instituto de Estudios Latinoamericanos (Institute of Latin American Studies) entre 1974 y 1987.
Desde 1986 fue miembro correspondiente de la Real Academia de la Historia española. En 2006 publicó la biografía de Simón Bolívar y en 2009 la de José Francisco de San Martín.
Estaba casado con Wendy Kathleen Norman desde 1960 y tuvo cinco hijos.

## Obras

### En inglés
- Spanish Colonial Administration, 1782-1810 (Athlone Press 1958)
- Spanish Colonial Administration 1782-1810: The Intendant System in the Viceroyalty of the Rio De La Plata (New York 1958)
- Spain under the Habsburgs (Oxford 1964)[4]
- Spain under the Habsburgs vol. I and II co-author R. A. Humphreys (Oxford 1969)[5][6][7][8]
- The Origins of Latin American Revolutions 1808-1826 (Norton 1973)
- Argentine Caudillo: Juan Manuel de Rosas (Oxford 1980)[9][10][11]
- The Spanish American Revolutions 1808-1826 (New York 1986)[12][13][14][15]
- Bourbon Spain, 1700-1808 (Oxford 1989)[16]
- Caudillos in Spanish America, 1800-1850 (Oxford 1992)[17]
- Spain, 1516-1598: from nation state to world empire (Oxford 1992)[18]
- The Hispanic world in crisis and change, 1598-1700 (Oxford 1992)
- Massacre in the Pampas, 1872: Britain and Argentina in the age of migration (Oklahoma 1998)
- Simon Bolivar: A Life (New Haven 2006)[19][20]
- San Martín. Argentine soldier, American hero: Yale University Press 2009 : ISBN 978-030-012-643-3 [21]
- New Worlds: A Religious History of Latin America (en inglés). Yale University Press. 2012. ISBN 0300183747.

### Traducciones al español
- Los Austrias, 1516-1700 (3ª edición). Barcelona: Editorial Crítica. 2009. ISBN 978-84-8432-960-2.
- Las revoluciones hispanoamericanas, 1808-1826 (11ª edición). Barcelona: Editorial Ariel. 2008. ISBN 9788434452411.
- Caudillos en Hispanoamérica 1800-1850. Editorial MAPFRE, S.A. (1994), traducción de Martín Rasskin, ISBN 84-7100-379-1, donde compara las figuras de Juan Manuel de Rosas, José Antonio Páez, Antonio López de Santa Anna y Rafael Carrera
- Simón Bolívar. Barcelona: Editorial Crítica. 2010. ISBN 9788498920727.[22]
- La España del siglo XVIII (4ª edición). Barcelona: Editorial Crítica. 2009. ISBN 9788484326625.
- Historia de España, coordinado por Lynch Barcelona: Editorial Crítica ISBN 84-8432-704-3
- John Edwards, John Lynch (2005). Historia de España. Edad Moderna: El auge del Imperio, 1474-1598. Barcelona: Editorial Crítica. ISBN 9788484326243.
- Historia de España. Edad Moderna: Crisis y recuperación, 1598-1808. Barcelona: Editorial Crítica. 2005. ISBN 9788484326274.
- Carlos V y su tiempo. Barcelona: Editorial Crítica 2000 ISBN 84-8432-065-0
- América Latina entre colonia y nación. Barcelona: Editorial Crítica 2001 ISBN 84-8432-168-1
- San Martín. Soldado argentino, héroe americano. Barcelona: Editorial Crítica. 2009. ISBN 978-84-9892-024-6.
- Historia de la Argentina.Barcelona: Editorial Crítica ISBN 98-7931-71-22
- Juan Manuel de Rosas. Buenos Aires: EMECE Editores ISBN 950-04-0315-3
- Masacre en las Pampas. Buenos Aires: EMECE Editores ISBN 950-04-2232-8
- Administración colonial española 1782-1810. Buenos Aires Editorial EUDEBA
- España, 1157-1300. Editorial Crítica. ISBN 978-84-7423-933-1
- América Latina, entre colonia y nación